# Club de Yates de Horseshoe Harbor
El Club de Yates de Horseshoe Harbor (Horseshoe Harbor Yacht Club en idioma inglés y oficialmente) es un club náutico ubicado en Horseshoe Harbor, una bahía de la costa norte de Long Island Sound, en la villa de Larchmont, Nueva York (Estados Unidos). 

## Historia
El Club de Yates de Horseshoe Harbor fue fundado en 1888, poco después que el otro club de la villa, el Club de Yates de Larchmont, y son dos de los más antiguos de Estados Unidos. Ambos se encuentran en Manor Park, un parque de 13 acres (53.000 m²) que John Richbell compró en 1661 a la tribu Siwanoy, de la confederación Wappinger.   
Su regatista Arthur M. Deacon, con el Snipe "Armade II", ganó el campeonato del mundo y el Trofeo Valspar en 1937.